# کتابخانه تاریخ پزشکی آسلر
کتابخانهٔ تاریخ پزشکی آسلر (انگلیسی: Osler Library of the History of Medicine) شعبه‌ای از کتابخانهٔ دانشگاه مک‌گیل در کانادا و مهم‌ترین منبع علمی دانشگاهی کانادا برای تاریخ پزشکی است که در نوع خود یکی از مهم‌ترین کتابخانه‌ها در آمریکای شمالی محسوب می‌شود. این کتابخانه در حال حاضر در ساختمان علوم پزشکی مکینتایر در مونترآل واقع شده است.

## نگارخانه

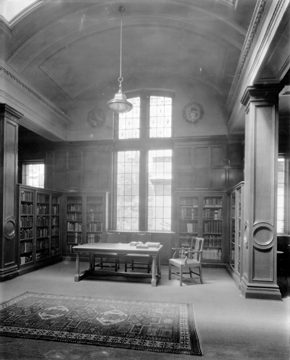
نمایی از داخل کتابخانه در سال ۱۹۲۵
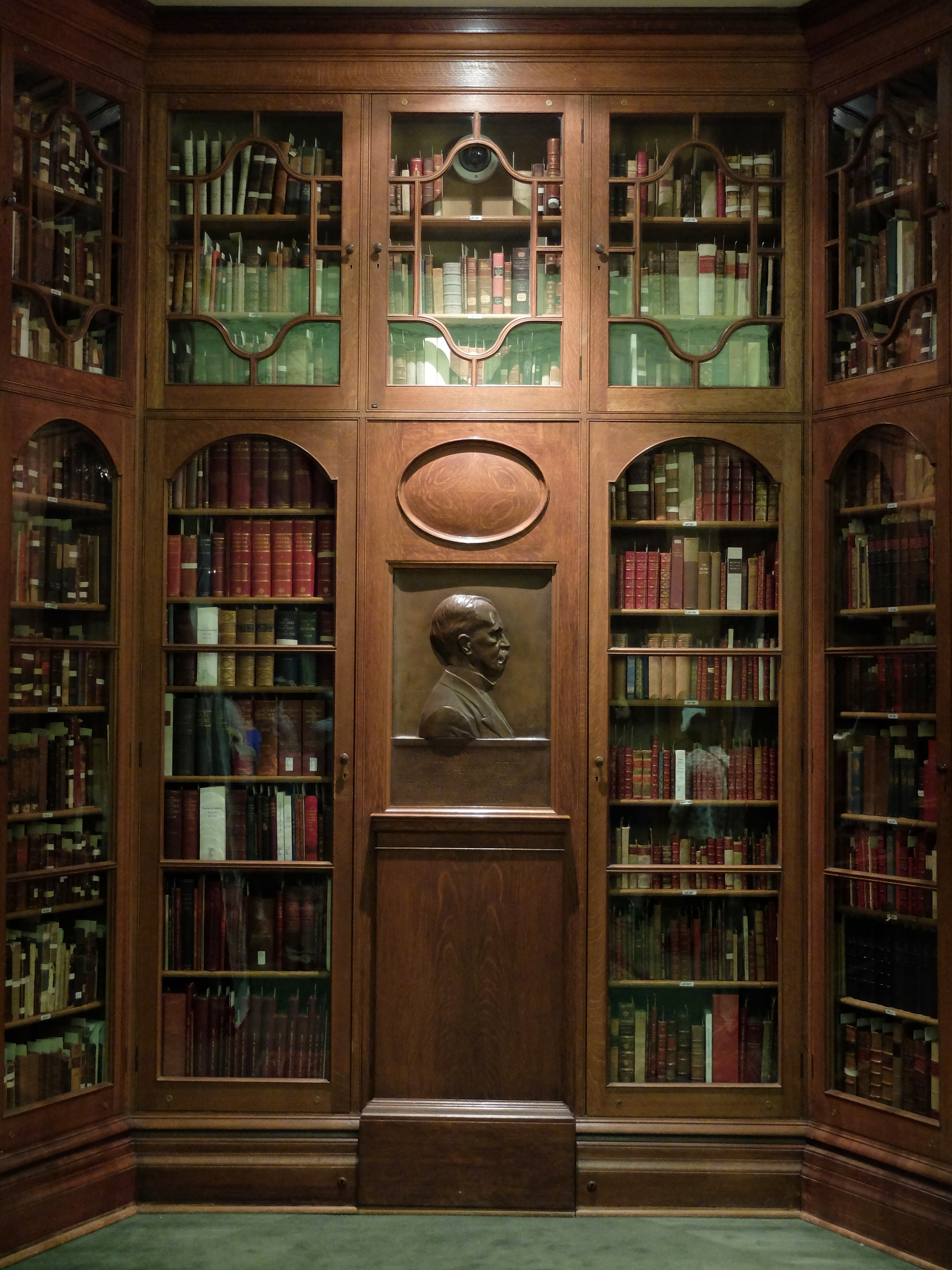
نقش برجسته‌ای از ویلیام آسلر در کتابخانه